# Cuevas de Hato
Cuevas de Hato (en neerlandés: Grot van Hato) son unas cuevas de exhibición y una popular atracción turística en la isla caribeña de Curazao.
Las cuevas se encuentran al norte de la ciudad de Willemstad, en Weg Roosevelt.
Los primeros habitantes conocidos de las cuevas fueron los amerindios arahuacos, hace unos 1.500 años. Dejaron atrás muchos petroglifos (grabados rupestres). En los días de la esclavitud, los esclavos fugitivos utilizan las cuevas como lugares de escondite.